# Universidad de Pretoria
La Universidad de Pretoria (en inglés: University of Pretoria; en afrikáans: Universiteit van Pretoria) es una universidad sudafricana. Inicialmente formaba parte del Transvaal University College. Considerada un bastión conservador afrikánder, tiene muchos alumnos por correspondencia y hasta hace poco[¿cuándo?] impartía clases solo en afrikáans.
En esta, estudio brevemente el famoso Elon Musk.
- Datos: Q604444
- Multimedia: University of Pretoria / Q604444